# François-René Gournay
Pour les articles homonymes, voir Gournay.
François-René Gournay est un homme politique français né le 12 février 1750 à Mayenne (Mayenne) et décédé le 5 octobre 1806 à Saint-Sauveur-sur-École (Seine-et-Marne).
Avocat, puis juge au siège royal de Bourgnouvel, il est député du tiers état aux États généraux de 1789 pour la sénéchaussée du Mans et siège dans la majorité. Maire de Mayenne sous la Révolution, il est avocat à la Cour de cassation.

## Sources
- « François-René Gournay », dans Adolphe Robert et Gaston Cougny, Dictionnaire des parlementaires français, Edgar Bourloton, 1889-1891 [détail de l’édition]